# 1964-1965シーズンのNBA
1964-1965シーズンのNBAは、NBAの19回目のシーズンである。シーズンは1964年10月16日に始まり、1965年4月25日に全日程が終了した。

## シーズン前

### ドラフト
ドラフトではジム・バーンズが、ニューヨーク・ニックスから全体1位指名を受けた。またジョー・コールドウェル、ルーシャス・ジャクソン、ジェフ・マリンズ、ウィリス・リード、ポール・サイラス、ウォルト・ハザードらが指名を受けている。

### その他
- リーグは1951年以来2度目の制限区域拡大を行った。フリースローレーンを12フィートから、16フィートに広げた。

## シーズン

### オールスター
- 開催日：2月13日
- 開催地：セントルイス
- オールスターゲーム　イースト 124－123 ウエスト
- MVP：ジェリー・ルーカス　（シンシナティ・ロイヤルズ）

### イースタン・デビジョン
| チーム                   | 勝 | 負 | 勝率 | ゲーム差 |
| ------------------------ | -- | -- | ---- | -------- |
| ボストン・セルティックス | 62 | 18 | .775 | -        |
| シンシナティ・ロイヤルズ | 48 | 32 | .600 | 14       |
| フィラデルフィア・76ers  | 40 | 40 | .500 | 22       |
| ニューヨーク・ニックス   | 31 | 49 | .388 | 31       |

### ウエスタン・デビジョン
| チーム                         | 勝 | 負 | 勝率 | ゲーム差 |
| ------------------------------ | -- | -- | ---- | -------- |
| ロサンゼルス・レイカーズ       | 49 | 31 | .613 | -        |
| セントルイス・ホークス         | 45 | 35 | .563 | 4        |
| ボルチモア・ブレッツ           | 37 | 43 | .463 | 12       |
| デトロイト・ピストンズ         | 31 | 49 | .388 | 18       |
| サンフランシスコ・ウォリアーズ | 17 | 63 | .213 | 32       |

### スタッツリーダー
| 部門       | 選手                   | チーム                   | 記録  |
| ---------- | ---------------------- | ------------------------ | ----- |
| 得点       | ウィルト・チェンバレン | ウォリアーズ/76ers       | 2,534 |
| リバウンド | ビル・ラッセル         | ボストン・セルティックス | 1,878 |
| アシスト   | オスカー・ロバートソン | シンシナティ・ロイヤルズ | 861   |
| FG%        | ウィルト・チェンバレン | ウォリアーズ/76ers       | .510  |
| FT%        | ラリー・コステロ       | 76ers                    | .877  |

※1969-70シーズン以前はアベレージよりも通算でスタッツリーダーが決められていた。

### 各賞
- 最優秀選手: ビル・ラッセル, ボストン・セルティックス
- ルーキー・オブ・ザ・イヤー: ウィリス・リード, ニューヨーク・ニックス
- 最優秀コーチ賞: レッド・アワーバック, ボストン・セルティックス

- All-NBA First Team:
  - エルジン・ベイラー, ミネアポリス・レイカーズ
  - オスカー・ロバートソン, シンシナティ・ロイヤルズ
  - ジェリー・ウェスト, ロサンゼルス・レイカーズ
  - ビル・ラッセル, ボストン・セルティックス
  - ジェリー・ルーカス, シンシナティ・ロイヤルズ

- All-NBA Rookie Team:
  - ジム・バーンズ, ニューヨーク・ニックス
  - ウィリス・リード, ニューヨーク・ニックス
  - ウォリ・ジョーンズ, ボルチモア・ブレッツ
  - ハワード・コミヴス, ニューヨーク・ニックス
  - ジョー・コールドウェル, デトロイト・ピストンズ
  - ルーシャス・ジャクソン, フィラデルフィア・76ers

### シーズン概要
- 新人王はウィリス・リードが獲得。デビジョン最下位街道をひた走るニューヨーク・ニックスにとっては久々に明るい話題となった。ニックスはリードの獲得を切っ掛けに徐々に成績を伸ばしていく。
- ボストン・セルティックスは当時のNBA記録となる62勝を記録。

### 巨人、再びフィラデルフィアの地へ
オールスター期間中、当時のNBAでは最大級のトレードが成立する。1959年にデビューして以来、一貫してウォリアーズのエースであり続けたウィルト・チェンバレンが、3年前までウォリアーズが本拠地としていたフィラデルフィアのチーム、フィラデルフィア・76ersにトレードされたのである。トレード内容はチェンバレンに対し、ポール・ノイマン、コニー・ディアーキング、リー・シェーファーと現金というものだった。一人でチームの1/3の得点を稼いでいたチェンバレンが抜けたウォリアーズは、前季の48勝から約1/3の17勝まで落ち込み、デビジョン最下位まで沈んだ。

## プレーオフ・ファイナル
|  | デビジョン準決勝 | デビジョン準決勝 | デビジョン準決勝 |                |   | デビジョン決勝 | デビジョン決勝 | デビジョン決勝 |  |  | ファイナル | ファイナル | ファイナル |
|  |                  |                  |                  |                |   |                |                |                |  |  |            |            |            |
|  |                  |                  |                  |                |   |                |                |                |  |  |            |            |            |
|  |                  | 1                | レイカーズ       | 4              |   |                |                |                |  |  |            |            |            |
|  | Western Division | 1                | レイカーズ       | 4              |   |                |                |                |  |  |            |            |            |
|  |                  |                  | 3                | ホークス       | 2 |                |                |                |  |  |            |            |            |
|  | 3                | ブレッツ         | 3                | ホークス       | 2 | 3              |                |                |  |  |            |            |            |
|  | 3                | ブレッツ         |                  |                |   | 3              |                |                |  |  |            |            |            |
|  | 2                | ホークス         | 1                |                |   |                |                |                |  |  |            |            |            |
|  |                  |                  |                  |                |   |                |                |                |  |  | W1         | レイカーズ | 1          |
|  |                  |                  | E1               | セルティックス | 4 |                |                |                |  |  |            |            |            |
|  |                  |                  |                  |                |   |                |                |                |  |  |            |            |            |
|  |                  |                  |                  |                |   |                |                |                |  |  |            |            |            |
|  |                  | 1                | セルティックス   | 4              |   |                |                |                |  |  |            |            |            |
|  | Eastern Division | 1                | セルティックス   | 4              |   |                |                |                |  |  |            |            |            |
|  |                  |                  | 3                | 76ers          | 3 |                |                |                |  |  |            |            |            |
|  | 3                | 76ers            | 3                | 76ers          | 3 | 3              |                |                |  |  |            |            |            |
|  | 3                | 76ers            |                  |                |   | 3              |                |                |  |  |            |            |            |
|  | 2                | ロイヤルズ       | 1                |                |   |                |                |                |  |  |            |            |            |

### チェンバレンVSセルティックス
セルティックスが支配したこの時代、ウィルト・チェンバレンの赴く先がすなわちセルティックスの最大のライバルチームとなった。そしてこのシーズンもまた、チェンバレンはセルティックスの前に涙を呑むのである。
チェンバレンを獲得したフィラデルフィア・76ersは、デビジョン準決勝でオスカー・ロバートソン、ジェリー・ルーカス擁するシンシナティ・ロイヤルズと対決。レギュラーシーズンの成績はロイヤルズの方が上だったが、ロイヤルズにはチェンバレンに対抗でいるセンターがおらず、76ersは4勝1敗でアップセットを果たし、デビジョン決勝でセルティックスに挑んだ。シリーズはこのプレーオフ唯一の第7戦に突入したが、チェンバレンと76ersは王者の牙城を崩すことが出来なかった。
ファイナルはロサンゼルス・レイカーズと4度目の対決となったが、エルジン・ベイラーが負傷でシリーズを全休したため、ファイナルは早い段階で決着がついた。苦境の中、ロサンゼルスで行われた第3戦を勝利したレイカーズのファンは、コートのレッド・アワーバックHCに葉巻を投げることで貴重な勝利を祝ったが、焼け石に水でシリーズは4勝1敗でセルティックスがものにした。七連覇を達成したセルティックスの支配は、ますます揺ぎ無いものとなった。

## ラストシーズン
- ボブ・ペティット　（1954-65）　ラストシーズンは怪我に苦しみ、30試合を欠場したが、それでも22.5得点12.4リバウンドという堂々たる成績を残し、キャリア全シーズンで20得点10リバウンド以上を達成した。彼の引退後、セントルイス・ホークスはチームの再編に迫られることになる。
- トム・ヘインソーン　（1956-65） ビル・ラッセルやサム・ジョーンズらとともにセルティックス王朝中期を支え、8回の優勝を経験。彼の引退は王朝後期の幕開けでもあった。